# Gli ammutinati

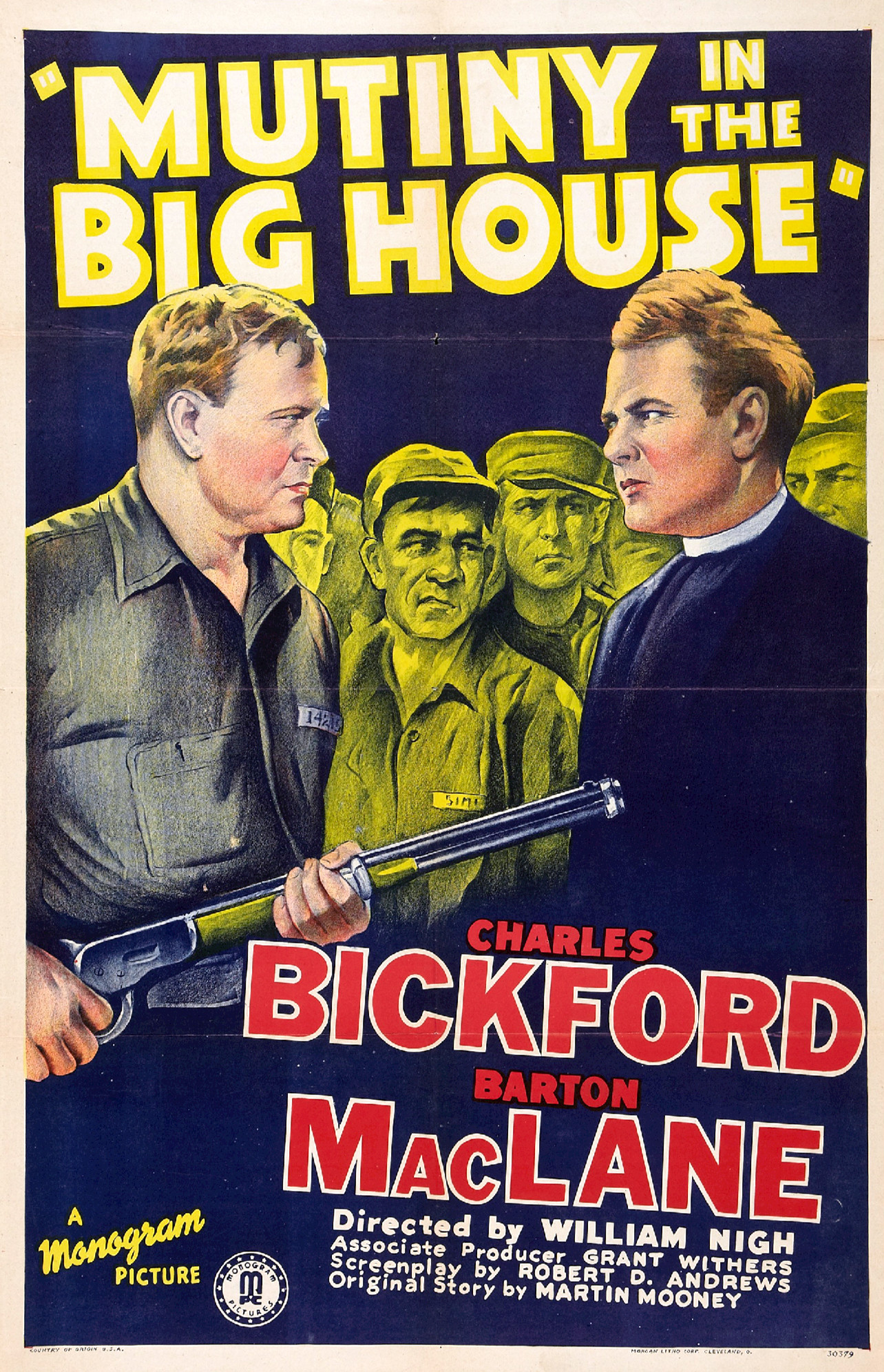

Gli ammutinati (Mutiny in the Big House) è un film del 1939 diretto da William Nigh.
È un film carcerario statunitense con Charles Bickford, Barton MacLane e Pat Moriarity. È incentrato su una rivolta carceraria ed è basato su una sommossa realmente accaduta nel carcere di Canon City,  in Colorado nel 1929 che provocò la morte di cinque detenuti e sette secondini. Una medaglia d'onore fu assegnata al cappellano del carcere che salvò un innocente.

## Produzione
Il film, diretto da William Nigh su una sceneggiatura di Robert Hardy Andrews con il soggetto di Martin Mooney, fu prodotto da Grant Withers, come produttore associato, per la Monogram Pictures. Il titolo di lavorazione fu Murder in the Big House.

## Distribuzione
Il film fu distribuito con il titolo Mutiny in the Big House negli Stati Uniti dal 25 ottobre 1939 al cinema dalla Monogram Pictures. Un'anteprima fu trasmessa per 600 detenuti nel carcere della Contea di Berks.
Altre distribuzioni:
- in Svezia il 9 gennaio 1942 (Män i bojor)
- in Portogallo il 15 febbraio 1943 (Casa de Ninguém)
- nei Paesi Bassi il 18 aprile 1947 (Oproer in de gevangenis)
- negli Stati Uniti il 5 luglio 1947 (redistribuzione)
- in Germania Ovest il 3 luglio 1951 (Aufstand im Zuchthaus)
- in Austria il 6 luglio 1951 (Aufstand im Zuchthaus)
- in Finlandia il 12 settembre 1952 (He uhmasivat lakia)
- in Grecia (Sygrousis sto katergo)
- in Brasile (Um Crime em Sing Sing)
- in Italia (Gli ammutinati)

## Promozione
Tra le tagline: "'YOUR PRAYERS WON'T HELP NOW, FATHER!" Hell breaks loose as terror rules the big house...and desperate men are bossed by a half-human killer! Don't dare take your eyes off the screen for a second or you'll miss a shocking, sensational thrill!".